# It Should Be Easy
It Should Be Easy is een nummer van de Amerikaanse zangeres Britney Spears uit 2013, in samenwerking met de eveneens Amerikaanse Black Eyed Peas-rapper Will.i.am. Het is de derde en laatste single van Spears' achtste studioalbum Britney Jean.
Het was de tweede keer dat Spears en Will.i.am samenwerkten, een jaar eerder deden ze dat ook al op het nummer Scream & Shout. "It Should Be Easy" bereikte de hitlijsten in Vlaanderen, Frankrijk, Zwitserland, Canada en Japan, maar wist nergens een grote hit te worden. In Vlaanderen haalde het de 19e positie in de Tipparade.